# Frederick Lindemann
Frederick Alexander Lindemann, 1st Viscount Cherwell född den 5 april 1886, död den 3 juli 1957 var en brittisk fysiker och vetenskaplig rådgivare till den brittiska regeringen under 1940-talet. Han var den yngste fysiker som bjöds in till den första Solvay-konferensen 1911. Han propagerande för terrorbombning av tyska städer under andra världskriget i den rapport till brittiska regeringen som kom att kallas Dehousing-paper.